# Ziegfeld Follies of 1934
The Ziegfeld Follies of 1934 è un musical statunitense, che debuttò a Broadway, al Winter Garden Theatre il 4 gennaio 1934 con la regia di Bobby Connolly. Chiuse il 9 giugno dopo 182 rappresentazioni.
Prodotto da Mrs. Florenz Ziegfeld, Jr. e, non accreditato, da Lee Shubert, lo spettacolo era firmato anche da John Murray Anderson, che aveva curato la regia dei numeri aggiunti insieme alle luci e dal coreografo Robert Alton, per le danze aggiunte. I costumi erano di Russell Patterson, Raoul Pène Du Bois, Charles Le Maire, Billy Livingston e Kiviette

## Il cast (Broadway, 4 gennaio 1934)
- John Adair
- Eve Arden
- Fanny Brice
- Buddy Ebsen
- Louene Ambrosius
- Judith Barron
- Leon Barte
- Patricia Bowman
- Betzi Beaton
- Anna Bell
- Herman Belmonte
- Al Bloom
- Mary Bolles
- Dorothy Buckley
- Joseph Carey: un politico
- Jacques Cartier
- Jack Coogan: agente del traffico
- Hope Dare
- Loretta Dennison
- Eva Desca
- Vilma Ebsen
- Frank Ericson
- Helene Frederic
- Jane Froman

Ballerine
- Joanna Allen
- Virginia Allen
- Peggy Ann
- Margorie Baglin
- Mary Bay
- Helen Bennett
- Hazel Boffinger
- Mary Ellen Brown
- Joanne Cannon
- Jean Carson
- Gloria Cook
- Dorothy Daly
- Lonita Foster
- Maxine Darrell
- Mildred Borst
- Joanne Cannon
- Jean Carson
- Gloria Cook
- Dorothy Daly
- Maxine Darrell
- Lonita Foster
- Marjorie Gayle